# Michel Rua
Pour les articles homonymes, voir Rua.
Michel Rua, né le 9 juin 1837  à Turin et mort le 6 avril 1910 dans la même ville, était un prêtre salésien italien, proche collaborateur et premier successeur de Don Bosco en tant que Recteur Majeur des Salésiens. Il est vénéré comme bienheureux par l'Église catholique et fêté le 6 avril.  

## Biographie
Né dans la banlieue de Turin dans le quartier du Valdocco le 9 juin 1837, Michel (Michele) Rua est le dernier et neuvième enfant de Giovanni Battista Rua contrôleur de la manufacture d’armes de la ville et remarié avec Gioanna Maria Ferrero. Il est veuf d’un premier mariage contracté en 1814 avec Catterina Grimaldi dont il lui reste deux enfants sur cinq. Particulièrement attentif à l’avenir de son cadet, il veut que sa scolarité soit accompagné d’une éducation spirituelle solide et c’est ainsi qu’après avoir suivi le catéchisme, pratiqué les prières quotidiennes en famille, il prend l’habitude d’aider à servir la messe et célèbre sa première communion dès l’âge de 8 ans.
Malheureusement, son père décède, mais il rencontre aussi pour la première fois en cette année 1845 Don Bosco alors aumônier au Refuge Barolo. Sa mère, qui a pu garder le logement de fonction de son époux, le fait entrer à l’école Santa Barbara tenue par les Frères des écoles chrétiennes. Parallèlement, le petit Michel, séduit par l’accueil chaleureux et les initiatives du saint, va participer de plus en plus à son oratoire ou il a pris l’habitude d’y accueillir de jeune pauvres parfois sans véritable domicile et presque délinquants pour les instruire, les aider et les guider vers Dieu. Malgré les réticences de sa mère à la voir fréquenter des enfants pas forcément  recommandables et le climat du Risorgimento de l'Italie de l’époque plutôt hostile au conservatisme du pape et du clergé, Michel Rua décide de prendre la voie du sacerdoce à la fois soutenue par sa solide instruction et encouragé par le charisme de Don Bosco, pourtant critiqué et mal compris par certains. Pourquoi s’occuper de la mauvaise graine qui fait des tire-au-flanc et des bandits ? 
Don Bosco lui accorde la soutane, ainsi qu'à un autre nommé Giuseppe Rocchietti, le 3 octobre 1853, et pour achever ses études secondaires, le jeune clerc suit des cours d'humanité puis de rhétorique avant d’être admis en philosophie et en théologie au séminaire de Turin. Là, il se lie d'amitié avec un garçon plus jeune, Dominique Savio, qui sera à l’origine d’un petit groupe nommé la Compagnie de l'Immaculée Conception, qui voit se réunir les garçons de Don Bosco désireux de devenir plus pieux. Puis Michel Rua participe au début de l’année 1854 à une première réunion à quatre qui pose la promesse de s’exercer au sacerdoce de la charité, première pierre à l’apostolat des futures Salésiens, ainsi baptisés d’après saint François de Sales que Don Bosco apprécie particulièrement. Tout l'avenir de l’œuvre repose sur cette poignée de disciples formés lentement mais sûrement selon l’idéal éducateur et l’exemplarité du fondateur.

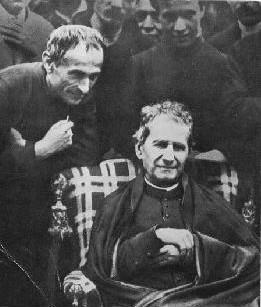
Michel Rua avec Don Bosco lors d'une visite à Barcelone en 1885.

Que ce soit sa constance polie et attentionnée ainsi que sa bonté naturelle dans le train ordinaire de l'existence, ou son courage à se confronter aux épreuves, comme celle du choléra qui sévit dans la région, Michel et les autres disciples sont à bonne école. Cela les préserve de l’abandon de certains moins sensibles et plus influençables aux critiques, voire aux médisances à l’encontre de Don Bosco et de son entreprise de salut, d’orientation et de soutien éducateur qu’ils ne comprennent pas. Michel, qui désormais prend l’habitude de communier tous les jours, se voit confier l’assistance des élèves, le catéchisme, la bibliothèque et son secrétariat ainsi que des cours de mathématiques, de latin et de grec.
Enfin, le 25 mars 1855, il fait sa première profession religieuse dans la nouvelle Société que Don Bosco démarre et organise. Assez vite, il va devenir le plus proche collaborateur du fondateur pour le développement de la congrégation. Il l’accompagne à Rome au moment décisif de la présentation des règles de la Société au pape Pie IX qu’il approuve le 18 décembre 1859. Michel Rua, devenu directeur spirituel, est consacré le 29 juillet 1860, et devient l'un des 18 premiers prêtres salésiens. Trois ans plus tard, la Société compte déjà 22 profès et 17 novices répartis dans deux maisons.
Une nouvelle responsabilité lui incombe en 1863 quand il devient le directeur d’un collège privé à Mirabello, petite ville à une centaine de kilomètres de Turin. Pour l’aider, cinq collaborateurs dont quatre d’à peine vingt ans et sa mère venue pour s’occuper de la cuisine et de la lingerie. À la mort de celle de Don Bosco en 1856, Michel a voulu faire venir la sienne à l'oratoire, et son intuition fut bonne puisqu’elle restera auprès d’eux pendant une vingtaine d’années.
Il succède à Don Bosco en 1888 à la tête de l'Ordre salésien, qu'il développe et étend dans de nombreux pays. Prêtre ascétique et dynamique, Don Rua laissa sa marque dans l'histoire de sa congrégation religieuse et le souvenir d'un religieux exemplaire.
Il est mort le 6 avril 1910, à l'âge de 72 ans, laissant derrière lui 4 000 salésiens répartis dans 33 pays. Son successeur comme Recteur Majeur sera Paolo Albera, et aujourd'hui c'est Ángel Fernández Artime depuis 2014.

## Béatification et fête liturgique

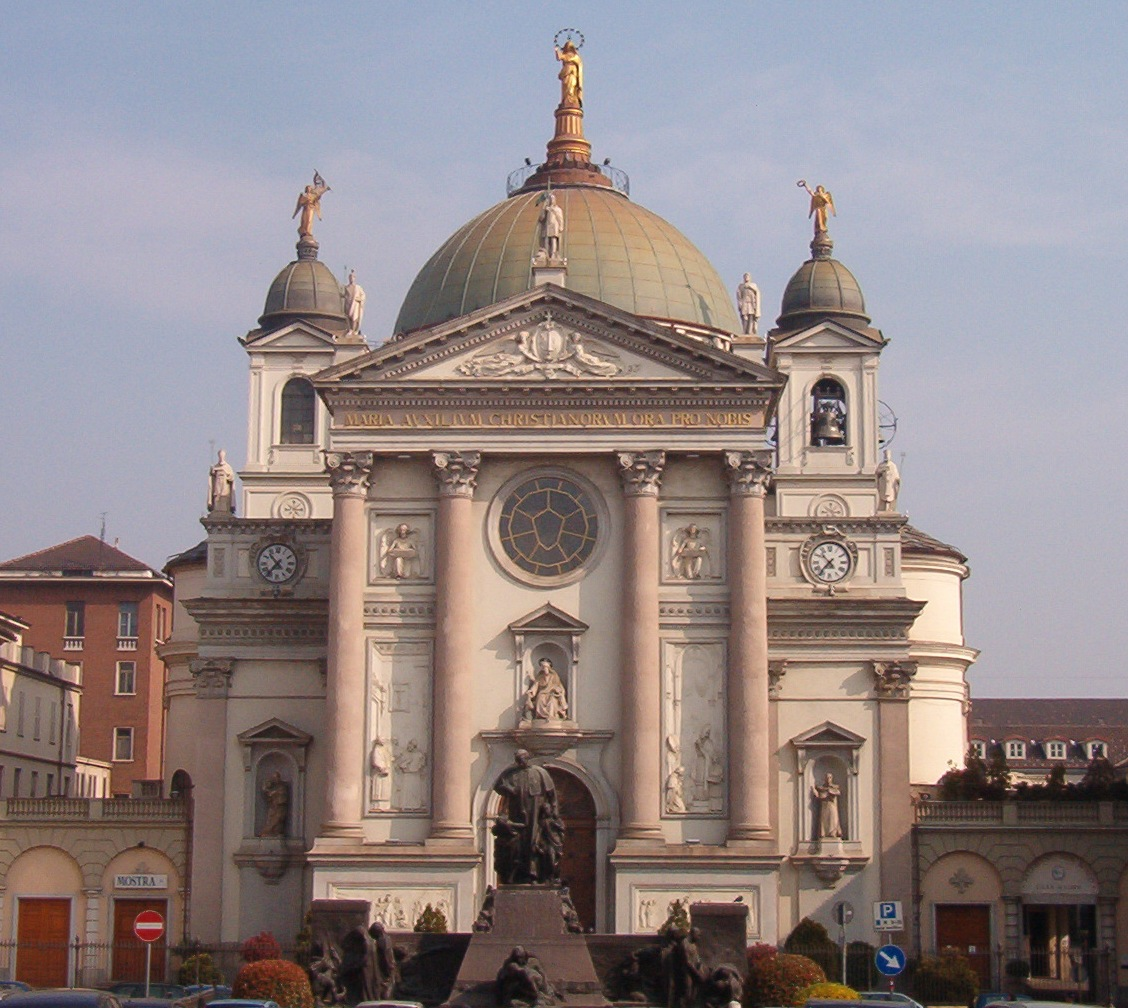
Ses reliques reposent dans la crypte du sanctuaire de Marie Auxiliatrice à Turin.

- 29 octobre 1972 : béatification à Rome, par le pape Paul VI.

Durant la cérémonie de béatification, le Saint-Père dira : « La Famille salésienne a ses origines dans Don Bosco, et sa continuité dans Don Rua ».
Son corps repose à Turin, dans la crypte de la basilique Marie Auxiliatrice, maison-mère de la congrégation de Don Bosco.
Sa fête liturgique est fixée au 6 avril, et pour la Famille Salésienne, il est également célébré le 29 octobre, jour de sa béatification.